# Samana (India)
Samana è una città dell'India di 46.509 abitanti, situata nel distretto di Patiala, nello stato federato del Punjab. In base al numero di abitanti la città rientra nella classe III (da 20.000 a 49.999 persone).

## Geografia fisica
La città è situata a 30° 9' 30 N e 76° 11' 35 E e ha un'altitudine di 239 m s.l.m..

## Società

### Evoluzione demografica
Al censimento del 2001 la popolazione di Samana assommava a 46.509 persone, delle quali 24.485 maschi e 22.024 femmine. I bambini di età inferiore o uguale ai sei anni assommavano a 5.850, dei quali 3.193 maschi e 2.657 femmine. Infine, coloro che erano in grado di saper almeno leggere e scrivere erano 30.537, dei quali 17.126 maschi e 13.411 femmine.